# Campionato del mondo di scacchi 2024
Il campionato del mondo di scacchi 2024, ufficialmente denominato FIDE World Championship Singapore 2024 presented by Google per ragioni di sponsorizzazione, è stato un match valido per il titolo mondiale, che si è tenuto a Singapore, presso il Resorts World Sentosa, dal 25 novembre al 12 dicembre del 2024. Il campione del mondo in carica Ding Liren ha affrontato lo sfidante Gukesh, vincitore del Torneo dei candidati 2024, in un match di quattordici partite ed eventuali spareggi. L'incontro è stato vinto da Gukesh per 7,5 a 6,5, laureandosi campione del mondo.

## Qualificazioni
Come nelle precedenti edizioni, lo sfidante veniva decretato dal Torneo dei candidati, che prevedeva un girone unico andata e ritorno a 8 partecipanti. La qualificazione al torneo è stata stabilita secondo dei criteri stabiliti dalla FIDE.
Uno dei posti come da tradizione era riservato allo sconfitto del precedente match mondiale, per la seconda volta Jan Nepomnjaščij. Mentre per la prima volta dal Mondiale del 2012 non è stata un'edizione del FIDE Grand Prix ad assegnare almeno un posto al torneo.

### Coppa del Mondo
La FIDE World Cup 2023 assegnava tre posti ai candidati. La manifestazione si è svolta a Baku, in Azerbaigian, dal 29 luglio al 26 agosto 2023: è stata vinta per la prima volta dall'ex campione del mondo Magnus Carlsen, che tuttavia ha abdicato al mondiale a partire dal ciclo mondiale 2022-2023. In finale il norvegese ha battuto il giovane prodigio indiano Praggnanandhaa, il quale a sua volta aveva vinto il match di semifinale con il già sfidante mondiale Fabiano Caruana. A causa della rinuncia di Carlsen, formalizzata il 13 gennaio 2024, si è qualificato al torneo anche l'azerbaigiano Nicat Abbasov.

### Grand Swiss
Il FIDE Grand Swiss 2023 assegnava due posti ai candidati. La manifestazione si è svolta a Douglas, sull'Isola di Man, dal 23 ottobre al 5 novembre 2023: è stata vinta dal supergm indiano Vidit, che con il punteggio di 8,5 su 11, ha sopravanzato di mezzo punto lo statunitense Hikaru Nakamura.
- 1 posto a colui che abbia totalizzato più punti nel Circuito FIDE durante l'anno solare 2023 e che non risulti già qualificato attraverso i criteri sopra elencati: Gukesh;
- 1 posto al primo nel ranking Elo di gennaio 2024, che abbia disputato almeno quattro tornei del Circuito FIDE e che non risulti già qualificato attraverso i criteri sopra elencati: Alireza Firouzja.

### Circuito FIDE
Il Circuito FIDE è stato una serie di tornei internazionali che assegnavano un posto al Torneo dei candidati. Nel 2023 la FIDE ha assegnato dei punti ai primi otto classificati (10, 8, 7, 6, 5, 4, 3, 2) in tornei internazionali a cadenza standard. Questo punteggio di base veniva moltiplicato secondo la formula {\displaystyle (TAR-2500)/100}. I tornei dovevano rispettare i seguenti criteri:
1. Presenza di almeno 8 partecipanti;
2. Formula di almeno 7 turni;
3. Media Elo dei primi 8 partecipanti uguale o superiore a 2 550 punti;
4. Presenza di un Arbitro Internazionale;
5. L'applicazione delle regole di Fair Play della FIDE;
6. Presenza di partecipanti di almeno tre diverse federazioni nazionali;
7. Rispetto della regola dei partecipanti di una sola federazione nazionale:
  1. In presenza di partecipanti in numero maggiore di 20, non più della metà potevano rappresentare una sola federazione nazionale;
  2. In presenza di partecipanti in numero minore o uguale a 20, non tutti i partecipanti dovevano rappresentare la stessa federazione nazionale;
8. A questi sono stati aggiunti alcuni tornei a cadenza rapida come:
  - Il campionato del mondo rapid
  - Il campionato del mondo blitz
  - I campionati continentali rapid
  - I campionati continentali blitz
  - Altri tornei internazionali rapid e blitz che avessero rispettato i criteri di cui sopra, ma nei quali i primi otto partecipanti avrebbero dovuto avere una media Elo di 2700 punti;

Il punteggio finale veniva calcolato tenendo in considerazione i cinque punteggi più alti ottenuti da tutti i partecipanti.

#### Classifica Circuito
| #  | Nome                  | Elo  | Punti  | Eventi |
| -- | --------------------- | ---- | ------ | ------ |
| 1  | Fabiano Caruana       | 2804 | 118,61 | 5      |
| 2  | Gukesh                | 2725 | 87,36  | 5      |
| 3  | Anish Giri            | 2749 | 84,31  | 5      |
| 4  | Wesley So             | 2757 | 83,40  | 5      |
| 5  | Arjun Erigaisi        | 2738 | 81,24  | 5      |
| 6  | Magnus Carlsen        | 2830 | 71,04  | 3      |
| 7  | Hikaru Nakamura       | 2788 | 59,25  | 3      |
| 8  | Amin Tabatabaei       | 2696 | 56,14  | 5      |
| 9  | Praggnanandhaa        | 2743 | 54,79  | 5      |
| 10 | Nodirbek Abdusattorov | 2727 | 54,63  | 5      |

|  | Qualificato al Torneo dei candidati 2024 attraverso altro slot |
|  | Qualificato al Torneo dei candidati 2024                       |

### Punteggio Elo
L'ultimo posto veniva assegnato attraverso il punteggio Elo, prendendo come riferimento il ranking mondiale di gennaio 2024. A qualificarsi è stato l'iraniano Alireza Firouzja.

## Antefatti
Alcuni dei criteri di qualificazione come il Circuito FIDE e la qualificazione per punteggio Elo, da ottenere all'ultimo aggiornamento dell'anno 2023, evitando paletti come la media su 12 mesi, come era accaduto nelle edizioni precedenti del mondiale, hanno scatenato una corsa alla qualificazione nelle ultime settimane dell'anno precedente al torneo.

### Qualificazione per punteggio Elo
Il giocatore cubano-statunitense Leinier Domínguez, dopo una sorprendente performance positiva alla Sinquefield Cup, si ritrovava a pochi punti Elo da Wesley So, all'epoca primo tra i non ancora qualificati. Una chiarificazione delle regole da parte della FIDE ha imposto però che Domínguez giocasse un torneo del Circuito al di fuori degli Stati Uniti, inducendo il giocatore a partecipare a un torneo svizzero a Sitges dal quale si è ritirato prima della conclusione a causa di una performance negativa.
Anche al giocatore irano-francese Alireza Firouzja sarebbero stati sufficienti pochi punti Elo per sopravanzare So. Per facilitarlo nell'impresa è stata organizzata a Chartres una serie di incontri con i Grandi Maestri Alexander Dgebuadze, Andrei Shchekachev e Serhij Fedorčuk. Firouzja ha vinto agevolmente tutte le partite fino a che a tal proposito la FIDE ha emesso un comunicato chiarendo che essa si sarebbe riservata il diritto di non ratificare uno specifico torneo. L'ultima partita con Fedorčuk si è poi conclusa con una patta, insufficiente per garantire la qualificazione. A quel punto Firouzja ha rinunciato alla propria partecipazione al mondiale rapid e blitz per prendere parte a un torneo svizzero minore nella città di Rouen, che ha vinto con il punteggio di 7 su 7, sconfiggendo, tra gli altri, Gata Kamsky, garantendosi così sufficienti punti Elo per accedere ai candidati.

### Qualificazione attraverso il Circuito FIDE
All'inizio di dicembre l'olandese Anish Giri si trovava al primo posto tra i non ancora qualificati nel Circuito FIDE, seguito a breve distanza dai giocatori indiani Gukesh e Arjun Erigaisi. L'11 dicembre viene annunciata l'organizzazione del più forte torneo mai tenutosi sul suolo indiano, il Chennai Grand Masters, svoltosi dal 15 al 21 dicembre successivi. Il torneo ha infine visto la vittoria congiunta proprio di Gukesh e Erigaisi, garantendo sufficienti punti a Gukesh per la qualificazione. La federazione ha ratificato il torneo, tuttavia ha successivamente approvato una nuova regola che impone un preavviso di trenta giorni per organizzare tornei a cui partecipino giocatori con punteggio Elo superiore a 2700.

## Torneo dei candidati
Il Torneo dei candidati si è disputato nell'aprile del 2024 a Toronto, in Canada. È stato vinto dal grande maestro indiano Gukesh, che è diventato il più giovane di sempre a candidarsi per il titolo mondiale.

## Il match

### Formato e montepremi
Il match è lungo quattordici partite. Ogni giocatore ha a disposizione 120 minuti per le prime 40 mosse, 30 minuti per il resto della partita. Dalla 41ª mossa si aggiunge un incremento di 30 secondi per mossa. È vietata la patta d'accordo prima della 40ª mossa. Un giorno di riposo è stato fissato dopo ogni tre partite.
In caso di parità dopo la 14ª partita, è prevista una serie di match di spareggio a oltranza, sino alla perdita dell'equilibrio nel punteggio, secondo i seguenti casi:
1. un mini-match di quattro incontri rapid con il tempo di 15 minuti e 10 secondi di incremento a mossa per ogni giocatore;
2. un mini-match di due incontri rapid con il tempo di 10 minuti e 5 secondi di incremento;
3. un mini-match blitz di due partite con il tempo di 3 minuti e 2 secondi di incremento;
4. una partita secca a 3 minuti e 2 secondi di incremento, con sorteggio dei colori;
5. una partita secca a 3 minuti e 2 secondi di incremento a colori invertiti;
6. la ripetizione dei punti 4 e 5 ad libitum.[18]

Il montepremi è di 2,5 milioni di dollari. Vengono assegnati 200 000 dollari a vittoria. Il restante verrà diviso in parti uguali tra i due contendenti. Se il titolo verrà assegnato agli spareggi il montepremi viene così suddiviso: 1,3 milioni al campione e 1,2 milioni all'altro contendente.

### Precedenti
| Partite classiche           | Partite classiche           | Partite classiche | Partite classiche | Partite classiche | Partite classiche |
|                             |                             | Vittorie Ding     | Patte             | Vittorie Gukesh   | Totale            |
| --------------------------- | --------------------------- | ----------------- | ----------------- | ----------------- | ----------------- |
| Tempo Lungo                 | Ding (B) – Gukesh (N)       | 0                 | 1                 | 0                 | 1                 |
| Tempo Lungo                 | Gukesh (B) – Ding (N)       | 2                 | 0                 | 0                 | 2                 |
| Tempo Lungo                 | Totale                      | 2                 | 1                 | 0                 | 3                 |
| Lampo / Rapido / Esibizione | Lampo / Rapido / Esibizione | 0                 | 1                 | 1                 | 2                 |
| Totale                      | Totale                      | 2                 | 2                 | 1                 | 5                 |

### Secondi
Come nel 2023 Ding Liren si avvale della collaborazione nel proprio staff del grande maestro ungherese Richárd Rapport. Lo sfidante Gukesh invece è supportato dal grande maestro polacco Grzegorz Gajewski, suo allenatore personale.

### Risultati
Tutte le partite del match hanno inizio alle ore 17 (UTC+8).
|                    | 1 | 2 | 3 | 4 | 5 | 6 | 7 | 8 | 9 | 10 | 11 | 12 | 13 | 14 | Totale |
| ------------------ | - | - | - | - | - | - | - | - | - | -- | -- | -- | -- | -- | ------ |
| Ding Liren ( Cina) | 1 | ½ | 0 | ½ | ½ | ½ | ½ | ½ | ½ | ½  | 0  | 1  | ½  | 0  | 6½     |
| Gukesh ( India)    | 0 | ½ | 1 | ½ | ½ | ½ | ½ | ½ | ½ | ½  | 1  | 0  | ½  | 1  | 7½     |

## Partite

### Cadenza classica

#### Partita 1, 25 novembre: Gukesh–Ding 0–1
Gukesh per l'esordio opta per 1.e4, Ding ripropone nuovamente la difesa francese in un match mondiale, come nella partita 7 di Astana 2023. Quella volta significò per lui sconfitta contro Nepomnjaščij. La fase di apertura prosegue con la novità del Bianco 10.g4, con l'idea di giocare successivamente f5, mettendo forte pressione sul lato di re. Il Nero prova a porre problemi sul lato di donna con la spinta del pedone a e la pressione sul pedone d4 con 10.Da5, che inchioda il pedone c3. Una serie di imprecisioni da parte dell'indiano, eccessivamente fiducioso nella posizione, come la prematura 21.f5 portano la partita nelle mani del campione in carica, che tuttavia sembra poter riportare in partita Gukesh a causa dell'errore 27...fxe6 (era meglio 27...Axe6). Lo sfidante non riesce ad approfittarne e spreca la possibilità di tornare in posizione pari, giocando 30.Dc2 invece di 30.Ac5 che avrebbe portato seri problemi al re nero, impossibilitato ad arroccare. Ding riuscirà a portarsi in vantaggio di materiale nel mediogioco avanzato, tre pedoni senza alcun compenso per Gukesh, e crearsi il pedone passato in a3, facendo desistere il suo avversario dal continuare la partita.
Difesa francese (ECO C11)
1.e4(?) e6 2.d4 d5 3.Cc3 Cf6 4.e5 Cfd7 5.f4 c5 6.Cce2 Cc6 7.c3 a5 8.Cf3 a4 9.Ae3 Ae7 10.g4 Da5 11.Ag2 a3 12.b3 cxd4 13.b4 Dc7 14.Cexd4 Cb6 15.O-O Cc4 16.Af2 Ad7 17.De2 Cxd4 18.Cxd4 Cb2 19.De3 Tc8 20.Tac1 Dc4 21.f5 Dd3 22.De1 Ag5 23.Tc2 Tc4 24.h4 Af4 25.Db1 Txc3 26.Txc3 Dxc3 27.fxe6 fxe6 28.Ce2 Dxe5 29.Cxf4 Dxf4 30.Dc2 Dc4 31.Dd2 O-O 32.Ad4 Cd3 33.De3 Txf1+ 34.Axf1 e5 35.Axe5 Dxg4+ 36.Ag2 Af5 37.Ag3 Ae4 38.Rh2 h6 39.Ah3 Dd1 40.Ad6 Dc2+ 41.Rg3 Dxa2 42.Ae6+ Rh8 0–1.

#### Partita 2, 26 novembre: Ding–Gukesh 1/2–1/2
Giuoco pianissimo (ECO C50)
1.e4 e5 2.Cf3 Cc6 3.Ac4 Ac5 4.d3 Cf6 5.Cc3 a6 6.a4 d6 7.O-O h6 8.Ae3 Ae6 9.a5 Axc4 10.dxc4 O-O 11.Axc5 dxc5 12.b3 Dxd1 13.Tfxd1 Tad8 14.Tdc1 Cd4 15.Ce1 Td6 16.Rf1 g6 17.Td1 Tfd8 18.f3 Rg7 19.Rf2 h5 20.Ce2 Cc6 21.Cc3 Cd4 22.Ce2 Cc6 23. Cc3 Cd4 1/2–1/2.

#### Partita 3, 27 novembre: Gukesh–Ding 1–0
Partita di donna (ECO D02)
1.d4 Cf6 2.Cf3 d5 3.c4 e6 4.cxd5 exd5 5.Cc3 c6 6.Dc2 g6 7.h3 Af5 8.Db3 Db6 9.g4 Dxb3 10.axb3 Ac2 11.Af4 h5 12.Tg1 hxg4 13.hxg4 Cbd7 14.Cd2 Tg8 15.g5 Ch5 16.Ah2 Th8 17.f3 Cg7 18.Ag3 Th5 19.e4 dxe4 20.fxe4 Ce6 21.Tc1 Cxd4 22.Af2 Ag7 23.Ce2 Cxb3 24.Txc2 Cxd2 25.Rxd2 Ce5 26.Cd4 Td8 27.Re2 Th2 28.Ag2 a6 29.b3 Td7 30.Tcc1 Ke7 31.Tcd1 Re8 32.Ag3 Th5 33.Cf3 Cxf3 34.Rxf3 Ad4 35.Th1 Txg5 36.Ah3 f5 37.Af4 Th5 1–0.

#### Partita 4, 29 novembre: Ding–Gukesh 1/2–1/2
Apertura Réti (ECO A06)
1.Cf3 d5 2.e3 Cf6 3.b3 Af5 4.Ae2 h6 5.Aa3 Cbd7 6.0-0 e6 7.Axf8 Cxf8 8.c4 C8d7 9.Cc3 0-0 10.cxd5 exd5 11.b4 c6 12.Cd4 Ah7 13.Db3 Ce5 14.a4 Tc8 15.a5 b6 16.Cf3 Cxf3+ 17.Axf3 d4 18.Ce2 dxe3 19.dxe3 Ae4 20.Tfd1 De7 21.Axe4 Cxe4 22.axb6 axb6 23.Cc3 Tfd8 24.Cxe4 Dxe4 25.h3 c5 26.Txd8+ Txd8 27.bxc5 bxc5 28.Tc1 De5 29.Dc2 Td5 30.g3 f5 31.Rg2 Rh7 32.Dc4 Dd6 33.e4 Te5 34.exf5 Txf5 35.De4 Dd5 36.Dxd5 Txd5 37.Rf3 Rg6 38.Re4 Td4+ 39.Re3 Td5 40.Re4 Td4+ 41.Re3 Td5 42.Re4 Td4+ ½–½